# Volker Ordowski
Volker Ordowski (né le 11 septembre 1973 à Weilen unter den Rinnen, dans le Bade-Wurtemberg) est un ancien coureur cycliste allemand, professionnel de 1997 à 2008.

## Palmarès
- 1995
  - 2e du Tour de Bavière
  - 2e du Grand Prix du Val de Villé
- 1997
  - 3e étape du Tour de Suède
- 2003
  - 3e de Kuurne-Bruxelles-Kuurne

## Résultats sur les grands tours

### Tour d'Espagne
- 2005 : 106e

### Tour d'Italie
- 2005 : abandon (14e étape)
- 2006 : abandon (19e étape)
- 2008 : abandon (11e étape)